# Damernas 200 meter medley vid världsmästerskapen i kortbanesimning 2022
Damernas 200 meter medley vid världsmästerskapen i kortbanesimning 2022 avgjordes den 13 december 2022 i Melbourne Sports and Aquatic Centre i Melbourne i Australien.
Guldet togs av amerikanska Kate Douglass efter ett lopp på 2 minuter och 2,12 sekunder, vilket blev ett nytt amerikanskt rekord. Silvret togs av Douglass landsmaninna Alexandra Walsh och bronset av australiska Kaylee McKeown.

## Rekord
Inför tävlingens start fanns följande världs- och mästerskapsrekord:
|                   | Namn           | Nation | Tid     | Ort         | Datum           |
| ----------------- | -------------- | ------ | ------- | ----------- | --------------- |
| Världsrekord      | Katinka Hosszú | Ungern | 2.01,86 | Doha, Qatar | 6 december 2014 |
| Mästerskapsrekord | Katinka Hosszú | Ungern | 2.01,86 | Doha, Qatar | 6 december 2014 |

## Resultat

### Försöksheat
Försöksheaten startade klockan 12:32.
| Placering | Heat | Bana | Namn                    | Nationalitet   | Tid           | Noteringar    |
| --------- | ---- | ---- | ----------------------- | -------------- | ------------- | ------------- |
| 1         | 5    | 4    | Kate Douglass           | USA            | 2.04,39       | 0Q0           |
| 2         | 3    | 3    | Alexandra Walsh         | USA            | 2.05,94       | 0Q0           |
| 3         | 5    | 6    | Marrit Steenbergen      | Nederländerna  | 2.06,01       | 0Q0, 0NR0     |
| 4         | 3    | 5    | Kaylee McKeown          | Australien     | 2.06,07       | 0Q0           |
| 5         | 3    | 6    | Charlotte Bonnet        | Frankrike      | 2.06,70       | 0Q0, 0NR0     |
| 6         | 4    | 4    | Sydney Pickrem          | Kanada         | 2.07,15       | 0Q0           |
| 7         | 5    | 5    | Abbie Wood              | Storbritannien | 2.07,20       | 0Q0           |
| 8         | 4    | 6    | Sara Franceschi         | Italien        | 2.07,25       | 0Q0           |
| 9         | 4    | 5    | Mary-Sophie Harvey      | Kanada         | 2.07,41       |               |
| 10        | 2    | 5    | Rebecca Meder           | Sydafrika      | 2.07,47       |               |
| 11        | 4    | 2    | Kim Seo-yeong           | Sydkorea       | 2.07,74       |               |
| 12        | 5    | 7    | Kayla Hardy             | Australien     | 2.08,11       |               |
| 13        | 3    | 4    | Yui Ohashi              | Japan          | 2.08,12       |               |
| 14        | 3    | 7    | Lena Kreundl            | Österrike      | 2.08,44       |               |
| 15        | 5    | 1    | Ao Nakashima            | Japan          | 2.09,55       |               |
| 16        | 5    | 3    | Zsuzsanna Jakabos       | Ungern         | 2.09,63       |               |
| 17        | 4    | 3    | Costanza Cocconcelli    | Italien        | 2.09,71       |               |
| 18        | 2    | 8    | Letitia Sim             | Singapore      | 2.09,82       | 0NR0          |
| 19        | 5    | 2    | Helena Gasson           | Nya Zeeland    | 2.10,33       |               |
| 20        | 3    | 2    | Kristýna Horská         | Tjeckien       | 2.10,46       |               |
| 21        | 2    | 4    | Laura Lahtinen          | Finland        | 2.10,66       |               |
| 22        | 4    | 1    | Emelie Fast             | Sverige        | 2.10,95       |               |
| 23        | 3    | 1    | Cyrielle Duhamel        | Frankrike      | 2.11,20       |               |
| 24        | 4    | 7    | Kristen Romano          | Puerto Rico    | 2.12,07       |               |
| 25        | 5    | 8    | Stephanie Balduccini    | Brasilien      | 2.12,46       |               |
| 26        | 3    | 8    | McKenna DeBever         | Peru           | 2.12,85       |               |
| 27        | 4    | 8    | Nikoleta Trníková       | Slovakien      | 2.13,00       |               |
| 28        | 2    | 1    | Phiangkhwan Pawapotako  | Thailand       | 2.13,76       |               |
| 29        | 2    | 2    | Chloe Isleta            | Filippinerna   | 2.13,77       |               |
| 30        | 2    | 6    | Chen Szu-an             | Taiwan         | 2.13,87       |               |
| 31        | 2    | 7    | Maria Romanjuk          | Estland        | 2.14,15       |               |
| 32        | 1    | 4    | Yeung Hoi Ching         | Hongkong       | 2.19,41       |               |
| 33        | 1    | 5    | Chen Pui Lam            | Macao          | 2.23,61       |               |
| 34        | 1    | 3    | Kirsten Fisher-Marsters | Cooköarna      | 2.28,89       |               |
| 35        | 2    | 3    | Ge Chutong              | Kina           | Startade inte | Startade inte |

### Final
Finalen startade klockan 20:11.
| Placering | Bana | Namn               | Nationalitet   | Tid     | Noteringar |
| --------- | ---- | ------------------ | -------------- | ------- | ---------- |
| 1         | 4    | Kate Douglass      | USA            | 2.02,12 | 0AR0       |
| 2         | 5    | Alexandra Walsh    | USA            | 2.03,37 |            |
| 3         | 6    | Kaylee McKeown     | Australien     | 2.03,57 | 0AR0       |
| 4         | 3    | Marrit Steenbergen | Nederländerna  | 2.04,94 | 0NR0       |
| 5         | 7    | Sydney Pickrem     | Kanada         | 2.05,22 |            |
| 6         | 1    | Abbie Wood         | Storbritannien | 2.07,28 |            |
| 7         | 2    | Charlotte Bonnet   | Frankrike      | 2.07,37 |            |
| 8         | 8    | Sara Franceschi    | Italien        | 2.09,76 |            |